# Nystalus
Genre
Le genre Nystalus (m.) Cabanis & Heine 1863 comprend six espèces d'oiseaux appartenant à la famille des Bucconidae.

## Liste des espèces
D'après la classification de référence (version 6.1, 2016) du Congrès ornithologique international (ordre phylogénique) :
- Nystalus radiatus – Tamatia barré
- Nystalus chacuru – Tamatia chacuru
- Nystalus striolatus – Tamatia striolé
- Nystalus obamai – (?)
- Nystalus maculatus – Tamatia tamajac
- Nystalus striatipectus – (?)